# H3ロケット
H3ロケット（エイチ・スリー・ロケット）は、宇宙航空研究開発機構 (JAXA) と三菱重工業がH-IIA/Bロケットの後継機の次期基幹ロケットとして開発した液体燃料ロケット。使い捨て型のローンチ・ヴィークルであり、製造と打ち上げは三菱重工が行う。2023年から運用開始。

## 概要
H3ロケットは、H-IIA/Bロケットと比較して、打ち上げ費用の削減、静止軌道打ち上げ能力の増強、打ち上げ時の安全性の向上、年間打ち上げ可能回数の増加を同時に達成して、宇宙開発における日本の自立性確保と同時に、商業受注で国際競争力のあるロケットを実現させるために開発される。また、年間打ち上げ可能回数の増加による産業力の維持、新規ロケット開発機会の提供による技術力の維持、老朽システムの更新も開発の目的である。2014年（平成26年）度から開発が開始され、総開発費は約2061億円。H-IIロケットを原型とした改良開発であったH-IIA/Bと違い、H3ロケットは新しい設計概念に基づいた、大型液体燃料ロケットとしてはH-II以来の新規開発ロケットとなる。
名称の「H3ロケット」は、大型液酸/液水ロケットの系譜であることや信用度を確保するため“H”（水素の元素記号）を継承すること、設計概念をH-IIA/Bから根本的に見直したロケットであるためH-IICとはしないこと、IIと混同しない明確さと報道などでの実質的な認知度から“3”とすることを理由に決定された。JAXAは正式な名称が決まるまで「新型基幹ロケット」という名称を用いており、マスコミでは「次期基幹ロケット」「次期主力ロケット」とも呼ばれていた。
抜本的な打ち上げ費用の削減のため、日本では初めて、機体の設計・開発段階から民間企業（三菱重工）が主体的役割を果たしている。また、三菱重工が開発段階から絶えず受注活動も行い将来の打ち上げ機会を確保し続けることで、従来のようにロケットを受注してから生産に取り掛かるのではなく、ライン生産方式で絶えず生産が行われるようにして費用削減に繋げる。ロケットシステム全体を極力モジュール化し、第1段に新規開発エンジンを採用することも含めて全体にわたって新規技術の開発をすることで部品点数の削減に努め、民生部品の利用等も行ってさらに費用削減を進める。これらにより最小構成時の打ち上げ費用をH-IIAの半額の約50億円を目標としている。また、射場整備作業期間をH-IIAから半減させ、年間打ち上げ可能回数を6回に増加させる。
プロジェクトマネージャーのJAXAの岡田匡史は、このように開発段階から運用後の商業受注による事業継続を強く意識してロケットシステムを開発することを、「技術開発」ではなく「事業開発」であるとしている。
2023年3月7日に試験機1号機の打ち上げに臨んだが失敗し、2024年2月17日の試験機2号機の打ち上げで初めて衛星の軌道投入に成功し打ち上げに成功した。（打ち上げ参照）

## 構成と諸元

### 主要諸元一覧
| 段数(Stage)       | 第1段                                                               | 固体ロケットブースター                                      | 第2段                       | 衛星フェアリング （S型/L型/W型） |
| ----------------- | ------------------------------------------------------------------- | ----------------------------------------------------------- | --------------------------- | -------------------------------- |
| 全長              | 37m                                                                 | 14.6 m                                                      | 9.6m                        | 10.4 m/16.4 m/16.4 m             |
| 外径              | 5.2 m                                                               | 2.5 m                                                       | 5.2 m                       | 5.2 m/5.2 m/5.4 m                |
| 質量              | 242t                                                                | 302t（4本）                                                 | 29t                         | TBA                              |
| 使用エンジン      | LE-9                                                                | SRB-3                                                       | LE-5B-3                     | －                               |
| 推進薬重量        | 217 t                                                               | 133.6 t（2本） 267.2 t（4本）                               | 23 t                        | －                               |
| 推進薬            | 液体酸素 液体水素 (LOX/LH2)                                         | コンポジット固体推進薬                                      | 液体酸素 液体水素 (LOX/LH2) | －                               |
| 推力              | 2,942 kN（300 tf）（エンジン2基） 4,413 kN（450 tf）（エンジン3基） | 約4,395 kN（約440 tf）（2本） 約8,630 kN（約880 tf）（4本） | 約137 kN（約14 tf）         | －                               |
| 真空比推力        | 425 sec                                                             | 283.6 sec                                                   | 448 sec                     | －                               |
| 有効燃焼時間      | 205/307 sec                                                         | 105 sec                                                     | 740 sec                     | －                               |
| 姿勢制御方式      | TBA                                                                 | TBA                                                         | TBA                         | －                               |
| 主要搭載 電子装置 | TBA                                                                 | TBA                                                         | TBA                         | －                               |

### 構成と機体識別名称

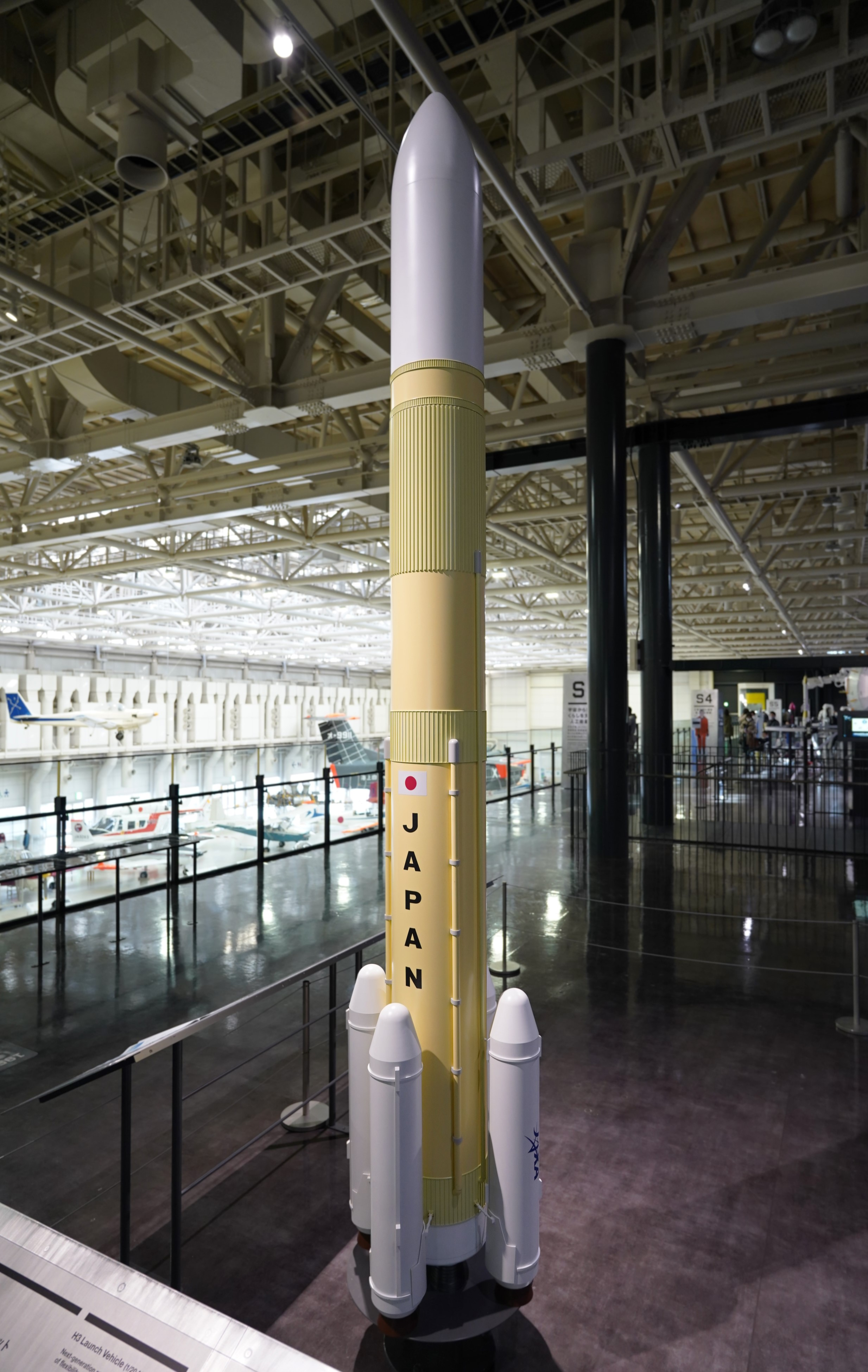
24L形態の20分の1模型（岐阜かかみがはら航空宇宙博物館展示品、2024年3月2日撮影）

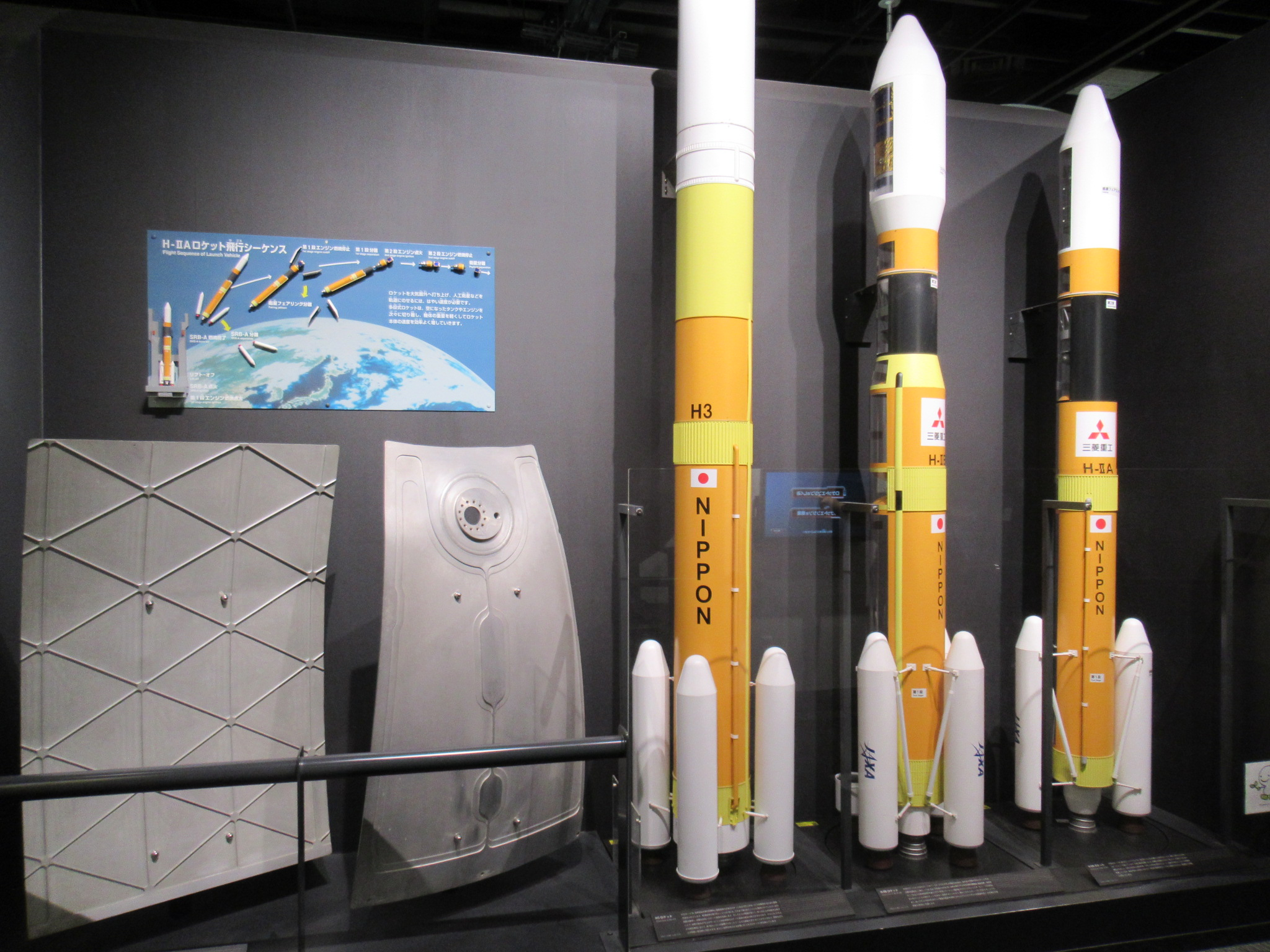
左からH3ロケット、H-IIBロケット、及びH-IIAロケットの展示模型（三菱みなとみらい技術館にて、2022年撮影）

H3ロケットの構成はペイロードの重量や投入軌道により第1段エンジンの基数と固体ロケットブースターの本数が異なり、第1段エンジン3基でブースター0本、第1段エンジン2基でブースター2本、第1段エンジン2基でブースター4本の3種類の組み合わせが設定される。第2段は3種類とも共通で、フェアリングはそれぞれ大小2種類が用意される。機体識別名称は「H3」にハイフンをつけた後ろの1つ目の数字が第1段エンジンの基数、2つ目の数字がブースターの本数、3つ目のアルファベットがフェアリングのサイズ（S：ショート、全長10.4m　L：ロング、全長16.4m）となる。例えば「H3-24L」では第1段エンジン2基、ブースター4本、フェアリングLサイズの構成となる。具体的には主に以下のバリエーションが想定されている。またHTV-X打上機として、フェアリングのロングの直径を5.2mから5.4mに拡大したワイド（W）を用いる「H3-24W」がある。
| 機体識別名称 | １段主エンジン機数 | 固体ロケット ブースター本数 | フェアリングサイズ | 目標                                                         | 用途                  | 備考                      |
| ------------ | ------------------ | --------------------------- | ------------------ | ------------------------------------------------------------ | --------------------- | ------------------------- |
| H3-30S       | 3                  | 0                           | ショート           | ペイロードは太陽同期軌道に4トン以上。 打ち上げ費用約50億円。 | 主に官需ミッション    | 機体最小形態              |
| H3-22S       | 2                  | 2                           | ショート           | 高い競争力                                                   | 商業ミッション        | 試験機1号機で使用した構成 |
| H3-22L       | 2                  | 2                           | ロング             | 高い競争力                                                   | 商業ミッション        |                           |
| H3-24L       | 2                  | 4                           | ロング             | 静止トランスファ軌道に6.5トン以上。                          | 商業ミッション        |                           |
| H3-24W       | 2                  | 4                           | ワイド             | 静止トランスファ軌道に6.5トン以上。                          | 商業ミッション・HTV-X |                           |

なお、H3ロケットの機体識別名称の仕組みを策定した当初の2016年時点では「H3-32」の構成も設定する予定であったが、H3-22形態の性能が所期より高く投入軌道の調整等によりH3-32の需要をカバーできると判断されたことから取り消された。また、第2段ではLE-5Bの倍の28tfの推力を持つ新開発のエキスパンダーブリードサイクルエンジンであるLE-11エンジンを使用する構想もあったが、挑戦的な第1段用LE-9の新規開発に専念するため見送られたほか、LE-5Bエンジンを2機にすることも検討されていた。第1段に液体水素を選定した2013年頃には、第1段エンジン2基でブースターなしの最小形態や、イプシロンロケットの2段目と共有化できるH-IIA/BのSRB-Aより小さいブースターを6本から8本使用する最大形態も検討されていたが、これまで培ってきた技術、経験、設備を活用するため等の理由で採用に至らなかった。ブースター無しの試験機も予定されていたが、試験機1号機は、H-IIBでの運用実績のあるエンジン2基クラスタ形態での段階的検証を重視し、H3-22Sの構成で打ち上げられ、1号機が失敗したことで試験機2号機もH3-22Sの構成で打ち上げられた。
第1段エンジン3基でブースター0本の最小構成ではH-IIAの1/2の50億円で太陽同期軌道へ4トンの打ち上げが可能となる。一方、第1段エンジン2基でブースター4本の最大構成ではロングコースト静止移行軌道へ6.5トンの打ち上げが可能となり、近年大型化する静止衛星の打ち上げにも対応可能となる。

### 第1段機体 LE-9エンジン
N-IロケットからH-IIBロケットまでの従来の衛星打ち上げ用液体燃料ロケットでは第1段機体に「NIPPON」の文字が描かれていたが、H3では海外からの打ち上げ受注を意識して「JAPAN」に変更した。
アルミニウム合金製の第1段と第2段機体の材質、液体酸素と液体水素を使用する液体燃料エンジンという基本的な構造はH-IIA/Bと共通となる。第1段には新開発のエキスパンダーブリードサイクルのLE-9エンジンを2基または3基使用することで、二段燃焼サイクルのLE-7Aエンジンを使用していたH-IIA/Bと比べて打ち上げ時の安全性を抜本的に向上させると同時にエンジン1基当たりの費用を低減させる。エキスパンダーブリードサイクルエンジンは構造が単純なため安価で安全性が高いが、ターボポンプの駆動エネルギーを燃焼室からの吸熱に頼るという物理的制約から大推力を生成することが難しく、専ら第2段用エンジンとして実用化されてきた。LE-9エンジンは150tfという大推力で世界初の第1段用エキスパンダーブリードサイクルエンジンとなるため、H3ロケットにおける最も挑戦的な開発要素となる。LE-9の部品点数はLE-7Aより20%少ない。また、H-IIAでは輸入だった第1段推進剤タンクドーム（両端の半球形状の部分）をH-IIBと同じく国産化して費用を削減する。(UACJにて製造・提供予定)
2018年から2020年にかけて行われた燃焼試験において、液体水素ターボポンプのタービン動翼に共振による破断と、燃焼室内壁に高熱による穿孔が確認されたため、設計が見直された。そのため打ち上げが2度にわたって延期され、2023年にLE-9 Type1を使った試験1号機を打ち上げた。
2024年2月LE-9 Type1とType1Aを一基ずつ搭載した試験2号機を打ち上げる。
（開発の詳細はLE-9を参照）

### 第2段機体 LE-5B-3エンジン
第2段エンジンにはH-IIA/Bで使用されていたLE-5B-2エンジンの改良型のLE-5B-3エンジンを1基使用する。LE-5B-3には、H-IIAの29号機から適用された基幹ロケット高度化開発の成果を反映させて、静止軌道打ち上げ能力を向上させる。H-IIAと比べ2段目が大型化されるにあたって、エンジンの稼働時間が534秒から740秒に伸びるので、液体水素ターボポンプの改良によりエンジンの耐久性を上げると同時に、液体水素と高温の水素ガスを混ぜるミキサーの改良によりエンジンの燃費を改善させる。

### 固体ロケットブースター SRB-3
固体ロケットブースターはIHIエアロスペースが製造し、モーターケースは東レの炭素繊維「トレカ」により成型される。H3ではH-IIA/Bで使用されていたSRB-Aと同規模のSRB-3を0本、2本または4本使用する。全長は14.6mでSRB-Aの15.1mより少し短いのは、ノーズコーンなどが変わっているためである。モーターケースの寸法はSRB-Aとほぼ同じだが、燃焼パターン（推力の時刻暦のことで、始めは速度を出すため一気に高い推力が出るように燃焼させ、速度が増し高度が高くなってくると重量と空力との関係で負荷がかかるため少し推力を落とし、大気が薄くなったら再び推力を上げるようになっている。）を変えたため推進薬量は約1トン増え、打ち上げ能力が増している。SRB-Aでの燃焼パターンは、2本形態と、4本形態の2種類あったが、SRB-3では2本使用時、4本使用時、イプシロンでの使用時、どの打ち上げでも最適な燃焼パターンに一本化されている。
推力偏向をLE-9エンジンに任せてSRB-3ではノズルの可動機構をなくす。また、H-IIA/BではCFRP製のSRB-Aの強度の問題から、SRB-Aは第1段機体とヨー・ブレスとスラスト・ストラットと呼ばれる横と斜め向きの棒状の接続部品を介して接続され分離モータで切り離しが行われていたが、H3のSRB-3ではスラストピンでの直接接続方式になり火薬による分離スラスタ（ガスアクチュエータ）で切り離しが行われ、この結果結合箇所が半減しかつ分離用火工品が8個から3個に減る。これにより、今までは2本のストラットがブースターの推力をロケット本体に伝えていたが、SRB-3ではスラストピン1本でブースターの推力を伝えることになる。この分離方式は、アメリカのアトラスVのブースターや、H-IIAで廃止された固体補助ブースター（SSB）といった小さなブースターでの採用例はあるが、SRB-3のような大型ブースターでは初めてである。
さらにSRB-Aではモーターケースの成形にオービタルATK社のライセンスと外国製の製造装置を使用していたが、SRB-3では国産技術に切り替えられ、この結果ライセンス料が不要になり、かつ設計や使用材料の自由度が高まった。また推力パターンを変更して振動を低減させ、SRB-Aの推進薬のバインダー（ゴム）が生産終了することに伴う代替品の開発が行われる。これらの変更や設計、製造工程の見直しによる製造、検査の自動化などにより、ブースターの費用低減と軽量化が図られる。
またSRB-3には強化型イプシロンロケットの第2段モータのM-35に適用された新規技術のモーターケース内面断熱材の積層構造の簡素化技術やノズルスロート材料の製造方法の効率化技術を適用させる。さらにM-35の技術を適用されたSRB-3の仕様をイプシロンロケットの第1段モータにフィードバックすることで、SRB-3と将来のイプシロンロケットの第1段モータの大部分を共有化させる。2019年8月28日と2020年2月29日に認定型モータ地上燃焼試験が実施された。2回目の地上燃焼試験ではイプシロンロケット用の可動ノズルの試験も併せて実施されている。

### フェアリング
フェアリングはロケットが上昇中に人工衛星などのペイロードを空気力や空力加熱から保護するために使用されるロケット先端につけられた覆いであり、川崎重工が製造し、東レの炭素繊維と樹脂の「トレカプリプレグ」により成型されている。H3ではペイロードの大きさに合わせてS型とL型の2種類からの選択となり、L型の容積はH-IIAの4S型の2.3倍、5S型の1.5倍、H-IIBの5S-H型の1.1倍となり大型化されているが、厚さは約40mmで従来品と同等である。H-IIA/Bではいずれのフェアリングも先端が直線的なコーン形状だったのに対して、H3ではより優れた空力形状とするため滑らかな曲線のオジャイブ（ダブルコンター）形状にする。またH-IIA/Bではアルミスキン/アルミハニカムサンドイッチパネル構造であったがH3ではCFRPプリプレグ自動積層スキン/アルミハニカムサンドイッチパネル構造とし、H-IIBの5S-H型では20枚の分割構造だったのに対してH3のL型では8枚の分割構造に簡略化した上でボルトではなく接着接合にすることで、コスト削減と軽量化を同時に達成する。さらに溝と穴を施してハニカム構造に海水を流入させるようにする事で投棄フェアリングを海没させるようにして、従来行っていた船舶との衝突事故を避けるためのフェアリング回収作業をなくす。

### 射場
H3ロケットの射場はH-IIBロケットの打上げに使用されていた種子島宇宙センターの吉信第2射点（LP-2）を改修して使用している。ロケットの整備組立棟を改修して使用している。横置きのまま部品を組み付けた後に、起立させて組み立てられるようにすることで、起立後の整備・点検作業を大幅に削減させる。ロケットの推進剤を貯蔵供給する設備は現在のものを流用する。ロケットを整備組立棟から射点まで輸送するとともにそのまま発射台となる運搬車輌は新造される。打上げ管制を行う「発射管制棟」は、約3km離れた竹崎地区に移設される。点検の自動化により、打上げ当日の運用者は、H-IIAの100名から150名に対して1/3ないしは1/4以下に削減される予定。

## 打ち上げ

### 試験機1号機
2020年度の試験機1号機打ち上げを目指して開発が進められていたが、2020年5月に行われた燃焼試験で新開発のLE-9エンジンに技術的課題が見付かり、2020年9月に2021年度中の打ち上げ予定へと延期され、2022年1月に打ち上げ予定の時期は明言できないと再延期された。2022年9月1日、JAXAは記者説明会を開催し、ターボポンプの振動問題についてはほぼ解決し、同年11月に行う燃焼試験の結果から打ち上げの可否の判断が行われると発表した。
11月の試験結果は良好で、JAXAは打ち上げを2023年2月12日に行うと発表。その後の日程調整や気象条件などから2月17日に変更されたが、同日の打ち上げは直前に中止となった。発射直前に機体と地上設備の通信・電源ラインを切り離した際、電気信号の乱れから1段機体制御コントローラが誤動作したとみられる。誤動作の対策を経て打ち上げ日が再設定され、さらに天候による1日延期を経て3月7日に打ち上げが行われた。開発の課題だったLE-9エンジンは正常に動作し、当初は順調に飛行を続け、第1段/第2段分離までは正常に行われた。しかし第2段エンジンへの点火の段階で点火できず、その後ミッションを達成する見込みがないとの判断から、指令破壊信号が送出され打ち上げは失敗となった。その後の調査で電気系統のプログラムの誤動作は否定され、実際に短絡が生じて過電流が流れたとする見解が示された。短絡の原因はその後の調査で9つに絞り込まれた。さらに3つのシナリオにまで絞り込まれ、その3つのシナリオの全てに再発防止策を施して試験機2号機を打ち上げることになった。

### 打ち上げ履歴・予定の一覧
特に断りのない限り、過去の打ち上げ履歴と2023年12月22日に決定された宇宙基本計画工程表の打ち上げ予定による。
| フライト名         | 画像               | 日時 (UTC)               | 結果   | 型番   | 投入軌道                                     | 打ち上げ場所 | ペイロード型番                                   | ペイロード説明                                                                            | 備考 |
| ------------------ | ------------------ | ------------------------ | ------ | ------ | -------------------------------------------- | ------------ | ------------------------------------------------ | ----------------------------------------------------------------------------------------- | --- |
| TF1（試験機1号機） |                    | 2023年 3月7日 01:37:55   | 失敗   | H3-22S | 太陽同期準回帰軌道                           | LP2、種子島  | ALOS-3                                           | 先進光学衛星「だいち3号」                                                                 | 最初に日時が設定された打ち上げ予定日は2月12日だったが、2度の延期を経て2023年2月17日に発射カウントダウンが進められ、打ち上げ6.3秒前に第1段エンジンLE-9に着火したが、機体システムの異常検知により固体ロケットブースタへの着火信号が送出されなかったため打ち上げを中止した。対策が施され更に2度（合計で4度）の延期を経て3月7日に打ち上げが行われたが、第2段エンジンへの点火に失敗しミッションを達成する見込みがないとの判断から、10時51分50秒(JST)に指令破壊信号が送信され打ち上げは失敗した。原因は第二段エンジン「LE-5B-3」の電源系統からの漏電であった（#試験機1号機）。 |
| TF2（試験機2号機） |                    | 2024年 2月17日 00:22:55  | 成功   | H3-22S | 大気圏再突入                                 | LP2、種子島  | VEP-4                                            | ロケット性能確認用ペイロード、分離機構の動作確認後、予定どおり第2段と共に大気圏再突入した | 当初の打ち上げ予定は2月15日で、天候不良により延期された |
| TF2（試験機2号機） | 太陽同期準回帰軌道 | 2024年 2月17日 00:22:55  | 成功   | H3-22S | CE-SAT-1E                                    | LP2、種子島  | キヤノン電子の50kg級光学衛星                     |                                                                                           | 当初の打ち上げ予定は2月15日で、天候不良により延期された |
| TF2（試験機2号機） | 太陽同期準回帰軌道 | 2024年 2月17日 00:22:55  | 成功   | H3-22S | TIRSAT                                       | LP2、種子島  | 一般財団法人宇宙システム開発利用推進機構の3U衛星 |                                                                                           | 当初の打ち上げ予定は2月15日で、天候不良により延期された |
| 3号機              |                    | 2024年 7月1日 03:06:42   | 成功   | H3-22S | 太陽同期準回帰軌道                           | LP2、種子島  | ALOS-4                                           | 先進レーダ衛星「だいち4号」                                                               | 当初の打ち上げ予定は6月30日で、天候不良により延期された。 |
| 4号機              |                    | 2024年 11月4日 06:48:00  | 成功   | H3-22S | GTO（静止トランスファ軌道） →GSO（静止軌道） | LP2、種子島  | DSN-3                                            | Xバンド防衛通信衛星3号機（きらめき3号）                                                   | 当初の打ち上げ予定は10月20日で、天候不良および第2段エンジンの不具合により計4回ほど延期された。 |
| 5号機              |                    | 2025年 2月2日 08:30:00   | 成功   | H3-22S | GTO（静止トランスファ軌道） →GSO（静止軌道） | LP2、種子島  | QZS-6                                            | 準天頂衛星システム6号機（みちびき6号機)                                                   | 当初の打ち上げ予定は2月1日で、天候不良により延期された。 |
| 6号機              |                    | 2025年度                 | 計画中 | H3-30S |                                              |              | VEP                                              | 性能評価用ペイロード                                                                      | H3-30S形態 初の試験打ち上げ |
| 6号機              | 超小型衛星 6基     | 2025年度                 | 計画中 | H3-30S |                                              |              |                                                  |                                                                                           | H3-30S形態 初の試験打ち上げ |
|                    |                    | 2025年度                 | 計画中 | H3-24W |                                              |              | HTV-X1                                           | 新型宇宙ステーション補給機1号機                                                           | |
|                    |                    | 2025年度                 | 計画中 | H3-22S |                                              |              | QZS-5                                            | 準天頂衛星システム5号機                                                                   | |
|                    |                    | 2025年度                 | 計画中 | H3     |                                              |              | QZS-7                                            | 準天頂衛星システム7号機                                                                   | |
|                    |                    | 2025年度                 | 計画中 | H3     |                                              |              | ETS-9                                            | 技術試験衛星9号機                                                                         | |
|                    |                    | 2025年度末か2026年度初頭 | 計画中 | H3-24W |                                              |              | HTV-X2                                           | 新型宇宙ステーション補給機2号機                                                           | |
|                    |                    | 2025年度末か2026年度初頭 | 計画中 | H3     |                                              |              | LUPEX                                            | 月極域探査機（月面極地探査ミッション）                                                    | |
|                    |                    | 2026年度                 | 計画中 | H3-24L |                                              |              | MMX                                              | 火星衛星探査計画(戦略的中型1)                                                             | |
|                    |                    | 2026年度                 | 計画中 | H3-24W |                                              |              | HTV-X3                                           | 新型宇宙ステーション補給機3号機                                                           | |
|                    |                    | 2026年度                 | 計画中 | H3     |                                              |              | IGS                                              | 情報収集衛星光学多様化1号機                                                               | |
|                    |                    | 2026年度                 | 計画中 | H3     |                                              |              | SDA                                              | 宇宙領域把握（SDA）衛星                                                                   | |
|                    |                    | 2027年度                 | 計画中 | H3     |                                              |              | IGS-Optical 9                                    | 情報収集衛星光学9号機                                                                     | |
|                    |                    | 2027年度                 | 計画中 | H3     |                                              |              | IGS                                              | 情報収集衛星光学多様化2号機                                                               | |
|                    |                    | 2027年以降               | 計画中 | H3     |                                              |              | (TBD)                                            | ユーテルサット社の衛星                                                                    | |
|                    |                    | 2028年度第一四半期       | 計画中 | H3     |                                              |              | MBR                                              | MBR Explorer                                                                              | |
|                    |                    | 2028年度                 | 計画中 | H3     |                                              |              | Himawari-10                                      | 気象衛星「ひまわり10号」                                                                  | |
|                    |                    | 2028年度末か2029年度初頭 | 計画中 | H3     |                                              |              | IGS                                              | 情報収集衛星レーダ多様化1号機                                                             | |
|                    |                    | 2029年度                 | 計画中 | H3     |                                              |              | IGS-Optical 10                                   | 情報収集衛星光学10号機                                                                    | |
|                    |                    | 2029年度末か2030年度     | 計画中 | H3     |                                              |              | IGS                                              | 情報収集衛星レーダ多様化2号機                                                             | |
|                    |                    | 2031年度                 | 計画中 | H3     |                                              |              | IGS-Radar 9                                      | 情報収集衛星レーダ9号機                                                                   | |
|                    |                    | 2032年度                 | 計画中 | H3     |                                              |              | 日本の旗                                         | 情報収集衛星光学多様化後継機                                                              | |
|                    |                    | 2032年度                 | 計画中 | H3     |                                              |              | LiteBIRD                                         | 宇宙マイクロ波背景放射偏光観測衛星（戦略的中型2）                                         | |
|                    |                    | 2033年度以降             | 計画中 | H3     |                                              |              | IGS-Optical 11                                   | 情報収集衛星光学11号機                                                                    | |
|                    |                    | 2033年度以降             | 計画中 | H3     |                                              |              | IGS-Radar 10                                     | 情報収集衛星レーダ10号機                                                                  | |
|                    |                    | 2033年度以降             | 計画中 | H3     |                                              |              | 日本の旗                                         | 情報収集衛星光学多様化後継機                                                              | |
|                    |                    | (TBD)                    | 計画中 | H3     |                                              |              | (TBD)                                            | インマルサット社の衛星                                                                    | |

## 開発略年表
2011年度より第4期中期計画（2018 - 22年度）中の試験機打ち上げを目標として研究が進められ、2014年のミッション定義審査（MDR）により準備段階（プリプロジェクト）である概念設計が開始され、2015年のシステム定義審査（SDR）により実行段階（プロジェクト）である基本設計（開発フェーズ）が開始された。
2012年（平成24年）
- 5月10日 JAXAの理事長立川敬二は、新型基幹ロケットを2018年から2022年までに打ち上げたいと語り、実用化に向け開発への強い意欲を示した[13]。
- 12月13日、文部科学省科学技術・学術審議会の研究計画・評価分科会宇宙開発利用部会が本機を開発する方針を決定した。開発に当たっては、管制施設の簡略化などにより新型基幹ロケットの打ち上げコストをH-IIAロケットと比べて半減させることを目指すとした[92]。この方策の取りまとめでは、ロケット開発の技術基盤・産業基盤の継承が困難となりつつある状況と、その結果として将来的にロケットの新規開発や既存ロケットの円滑な運用が困難になる恐れについても触れられている[92]。

2013年（平成25年）
- 5月28日、内閣府宇宙政策委員会の宇宙輸送システム部会の第6回会合で、2014年度に新型基幹ロケットの開発を始めることを決定した[14][93]。
- 5月30日、宇宙政策委員会第15回会合で、この宇宙輸送システム部会の決定が了承され、新型基幹ロケットの開発の方針が決定した[94]。
- 6月4日、平成26年度宇宙開発利用に関する戦略的予算配分方針（経費の見積り方針）（平成25年6月4日 内閣府特命担当大臣（宇宙政策）から関係閣僚に対して通知）において、新型基幹ロケットの開発着手を決定した[2]。
- 9月4日、第12回宇宙開発利用部会において液体水素（LH2）、ケロシン、メタン、固体の中からコアロケットの燃料に液体水素を選定したことを報告した[28]。

2014年（平成26年）
- 1月、JAXAでミッション定義審査（MDR）を実施[2]。
- 3月25日、三菱重工業が開発主体に選定された[2]。新型ロケット機体の設計・開発段階から民間企業が中心的役割を担うのは初めてとなる。

2015年（平成27年）
- 4月9日、文部科学省科学技術・学術審議会の 研究計画・評価分科会宇宙開発利用部会でシステム定義審査（SDR）の結果を報告し了承された[6]。
- 4月23日、内閣府宇宙政策委員会の宇宙産業・科学技術基盤部会で概念設計フェーズから基本設計フェーズ（開発フェーズ）への移行が了承された[6]。
- 7月2日、文部科学省科学技術・学術審議会の 研究計画・評価分科会宇宙開発利用部会で「H3ロケット」という正式名称と第2段エンジン1基の形態が了承された[24]。

2016年（平成28年）
- 4月、JAXAでロケット総合システム基本設計審査（PDR）を実施し、詳細設計フェーズへの移行は可能と判断した[19]。

2017年（平成29年）
- 12月、JAXAでロケット総合システム詳細設計審査（CDR）を実施し、製作・試験フェーズへの移行は可能と判断した[95]。

2019年（平成31年、令和元年）
- MHI田代試験場にてLE-9エンジン2基クラスタ構成による第1段厚肉タンクステージ燃焼試験（BFT）を1月18日から4月12日までに4回実施[96][97]。
- MHI田代試験場にてLE-9エンジン3基クラスタ構成による第1段厚肉タンクステージ燃焼試験（BFT）を10月17日から翌年2月13日までに4回実施[98][97]。

2020年（令和2年）
- 9月、JAXAがLE-9エンジンの技術的課題により同年度中の初打ち上げの予定を2021年度へ延期することを発表[47]。

2021年（令和3年）
- 極低温点検を3月17日、18日に種子島宇宙センターにおいて実施[99][100]。

2022年（令和4年）
- 1月、JAXAがLE-9エンジンの技術的課題により2021年度中の初打ち上げの予定を2022年度以降に再延期することを発表[4]。

2023年（令和5年）
- 2月17日10:37、初号機打ち上げを予定していたが、カウントダウン終了後も補助ロケットSRB-3に点火せず、打ち上げは中止された[101]。点火しなかった原因は「機体と地上設備の電気的離脱時に発生する通信・電源ラインの過渡的な電位変動の影響により1段機体制御コントローラが誤動作したため」としている[102][69][70]。
- 3月7日10:37、初号機の打ち上げが行われたが、2段目ロケットに点火せず指令破壊[103]。その後の調査によればエンジンは点火信号を受信したものの、点火前に電気系統のトラブルが発生したという。最高到達高度は 632 km、指令破壊時刻は打ち上げ後13分55秒だった[104]。過電流により電源が遮断したと考えられる。第2段はH-IIAと共通部分が多いが、H-IIAでは同様のトラブルは発生しておらず、さらに調査が進められる[105]。

2025年（令和7年）
- 7月24日、30型について25秒の燃焼試験に成功[106]。本来は5月に予定されていた試験だが、5月16日に不具合のため延期が発表されていた[107]。

## 国際競争力と課題
H3ロケットでは、これまでのH-IIAでは高コストのために十分には成し遂げられていない商用化を目指し、1回あたりの打ち上げコストをH-IIAと比べて半分の約50億円に減らすことを目標としている。一方でスペースXのファルコン9ロケットが世界初の衛星打ち上げロケットの垂直着陸を達成し、ロケットの再利用を開始。ロケットの価格破壊を起こしている。2022年時点でのファルコン9の打ち上げ費用は6,700万ドル（当時のレートで約84億円）だが、スペースXを率いるイーロン・マスクはファルコン9ブロック5の限界費用は1500万ドルだと主張している。三菱重工はコスト削減により約50億円のコストを実現できたとしても、スペースXの低コスト化を進める攻勢によって「相場水準がさらに下がってしまえば、コスト競争力だけで勝負できるかは不透明」とコメントしている。一方、ロケットビジネスで大きな成功を収めているアリアンスペースもまたコスト半減を目指す次世代低コストロケットのアリアン6の開発を進めている。
H3は最小構成のH3-30型で、太陽同期軌道で4トン50億円を達成することを目標としており、また計画ではH3-24W型は16トンのHTV-Xを打ち上げることが可能だが、2023年現在でこれらの打ち上げはまだ先であり、コストには不明点が多い。
再利用時にファルコン9が低軌道に打ち上げ可能なペイロードは重量17.5トンであり 、2021年時点で日経ビジネスは、H3は使い切り型ロケットのために「改良型として再利用技術を導入するなど対応を迫られる」可能性を指摘している。JAXAはH3とは別プロジェクトとしてフランス・ドイツの宇宙機関と国際協力し、ロケットの第1段部分の再利用の研究をしている。また、宇宙飛行士の野口聡一は「日本は労働単価が高いため、コストを抑えるには再使用型にする以外に道はないと感じる」と発言している。
JAXAは当初、2020年度中のH3の1号機打ち上げを目指していたが、LE-9エンジンの技術的課題から2022年度まで2度にわたり延期。その間、衛星打ち上げはスペースXの一人勝ち状態となっており、開発の遅れにより、世界的な受注競争に出遅れるとの懸念も出た。2022年はスペースXが1社で61回と驚異的なペースでロケットを打ち上げたのに対し、日本はH3の延期とイプシロンロケット6号機の打ち上げ失敗などで打ち上げ成功がゼロに終わり、世界との差の広がりも指摘される。
その一方で2022年ロシアのウクライナ侵攻に関連する西側諸国からロシアへの制裁の報復措置として、ロシアはソユーズロケットの打ち上げサービスを西側諸国には提供しなくなっており、衛星打ち上げ需要が高まる中でロケットが極端な供給不足を迎えていることから、ビジネスチャンスだとの指摘もあった。
当初の予定から2年遅れて2023年3月7日に行われた試験1号機の打ち上げが行われたが、失敗に終わったことで、日本の宇宙ビジネスにおける影響は大きいと指摘されている。大同大学名誉教授の澤岡昭は「海外の衛星事業者が他国のロケットに流れ、商業面でのダメージは非常に大きい」と、科学技術ジャーナリストの松浦晋也は「今後の影響を最小限にするためにも、H3を含めて打ち上げ、開発の動きを止めてはいけない」とそれぞれ指摘した。ただしESA（欧州宇宙機関）のアリアン5ロケットが実用衛星を載せた初号機の打ち上げに失敗したが、2018年のデータで商業静止衛星のシェア5割を獲得した事例もある。

### 各国の同規模のロケットとの比較
| ロケット名             | 開発                           | ペイロード重量（kg）       | ペイロード重量（kg） | ペイロード重量（kg）          | 打ち上げ費用(万ドル)            | 初打ち上げ年   | 稼働状況 | 出典    |
| ロケット名             | 開発                           | 低軌道(LEO)                | 太陽同期軌道(SSO)    | 静止トランスファ軌道(GTO)     | 打ち上げ費用(万ドル)            | 初打ち上げ年   | 稼働状況 | 出典    |
| ---------------------- | ------------------------------ | -------------------------- | -------------------- | ----------------------------- | ------------------------------- | -------------- | -------- | ------- |
| H3-30                  | 日本                           | -                          | 4,000                | -                             | (目標) 3,300                    | 2025年（予定） | 開発中   |         |
| H3-22                  | 日本                           | -                          | -                    | -                             | -                               | 2023年         | 運用中   |         |
| H3-24                  | 日本                           | (ISS軌道）16,000           | -                    | 6,500                         | -                               | 2025年（予定） | 開発中   |         |
| ファルコン9ブロック5   | スペースX                      | 22,800                     | -                    | (再利用) 5,500 (拡大型) 8,300 | (使い捨て) 6,200 (再使用) 4,900 | 2015年         | 運用中   | [ 123 ] |
| ファルコンヘビー       | スペースX                      | 63,800                     | -                    | 26,700                        | 15,000                          | 2018年         | 運用中   | [ 124 ] |
| ヴァルカン・セントール | ULA                            | 9,400 ~ 31,400             | 7,700 ~ 27,900       | 4,800 ~ 16,300                | 8,500 ~ 26,000                  | 2024年         | 運用中   | [ 123 ] |
| ニューグレン           | ブルーオリジン                 | 45,000                     | -                    | 13,000                        | -                               | 2025年         | 運用中   |         |
| MLV                    | ファイアフライ・エアロスペース | 16,300                     | 3,200                | 2,300                         | -                               | 2025年（予定） | 開発中   | [ 125 ] |
| アリアン6              | アリアンスペース               | 10,000 ~ （ISS軌道）20,000 | 7,200 ~ 15,500       | 4,500 ~ 10,500                | 9,400 ~ 11,700                  | 2024年         | 運用中   | [ 123 ] |
| アンガラ A5            | クルニチェフ                   | 24,000                     | -                    | 5,400 ~ 7,500                 | 10,000                          | 2014年         | 運用中   | [ 127 ] |
| LVM3                   | インド                         | 8,000                      | -                    | 4,000                         | 6,300                           | 2017年         | 運用中   | [ 123 ] |

## 将来構想

### 増強型
日本がアメリカ主導の月軌道プラットフォームゲートウェイへ参加することを受け、従来の国際宇宙ステーションよりも遠くに物資を運搬する必要が生じた。補給船には月へ向かうだけの推進剤を余分に積む必要があるため、従来のH3とHTV-Xの運搬能力では2回に分けて打ち上げる必要があり、軌道上で合体させて月へ向かう形になる。これらをまとめて1度に打ち上げたほうが効率的という観点から、三菱重工は2019年11月にH3ロケット増強型の構想を明らかにした。第1段を3本束ねたような形状で打ち上げ能力を約2倍にすることが構想されている。しかし開発費だけでなく射場の改修費用なども必要になるため、従来の運搬能力のまま打ち上げ回数を2回に増やしたほうが安価に済むことから、増強型の実現には月軌道プラットフォームゲートウェイ以外においても大型ロケットの需要を増やす必要があると考えられた。

### 再使用型次世代ロケット
JAXAは単段式の再使用型ロケット実験機CALLISTOの成果を元に、将来の大型ロケットにおいて1段目再使用を行うかを検討する考えを示していた。2021年5月12日、文部科学省は、使い捨て型のH3ロケットが50億円でコストで競争力に欠けるため、2030年打上げ目標の次世代機の第1段を再使用型にし、現在のファルコン9ブロック5に近い25億円というコスト半減を狙う方針を固めた。また2040年代には更にコストを削減し1回の打上げをH3ロケットの10分の1、5億円とするとしている。